# Спелеотуризм

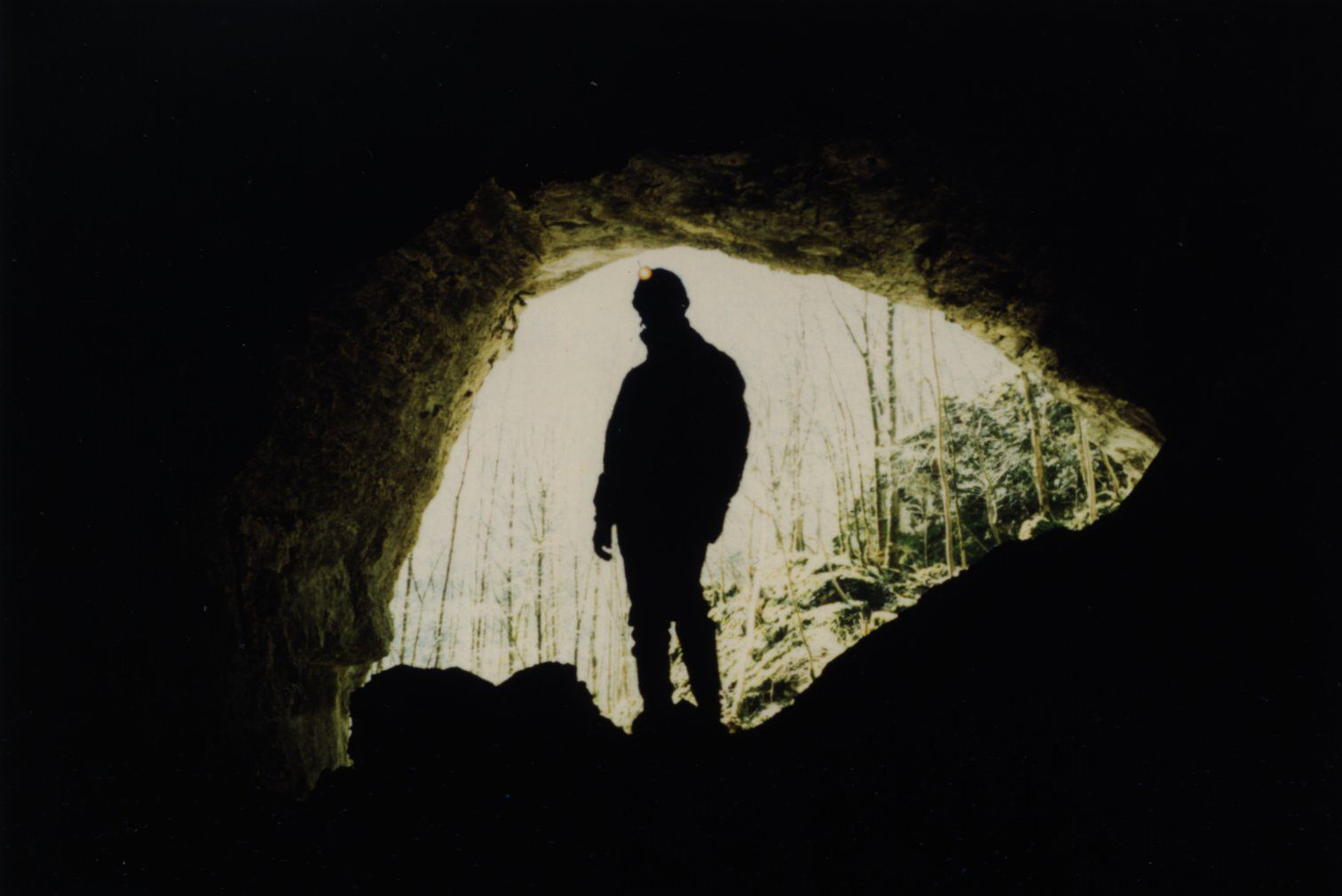
Спелеолог.

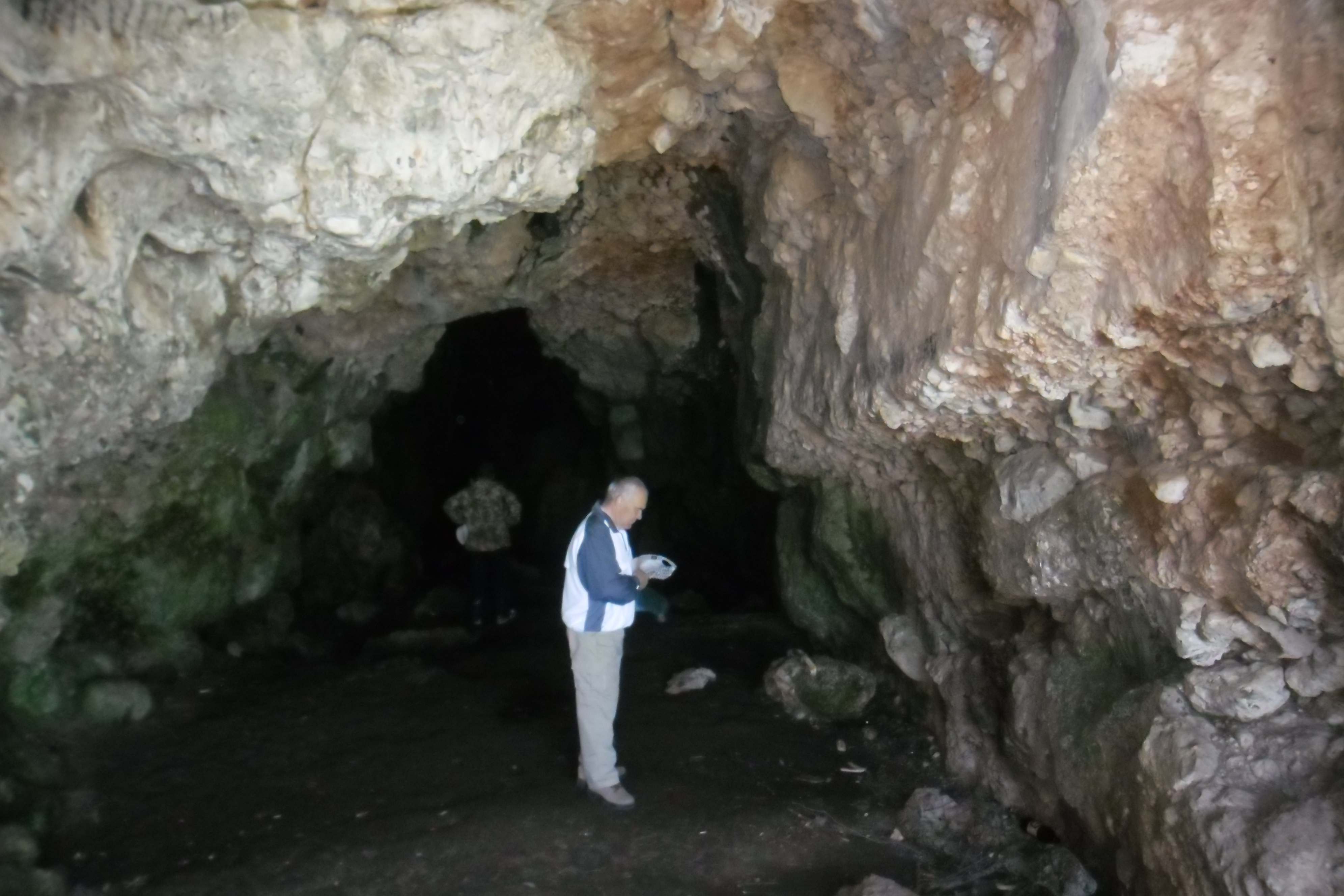
У печері МАН (Крим). 2013 р.

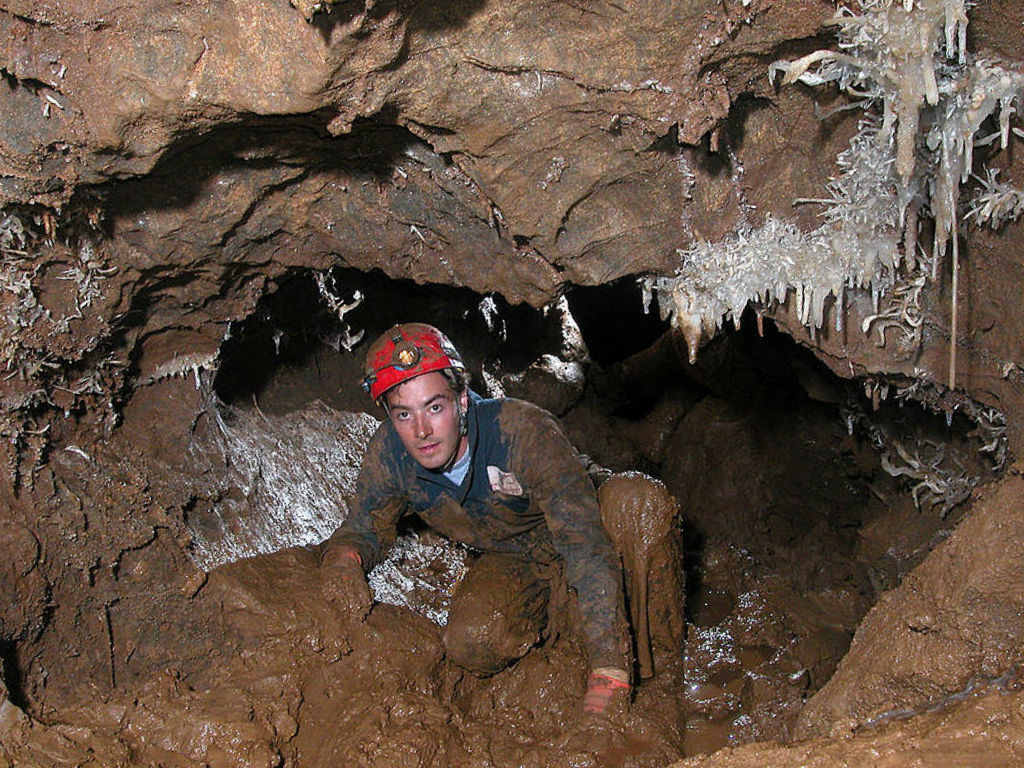
Caving in a muddy section of Black Chasm Cave in California.

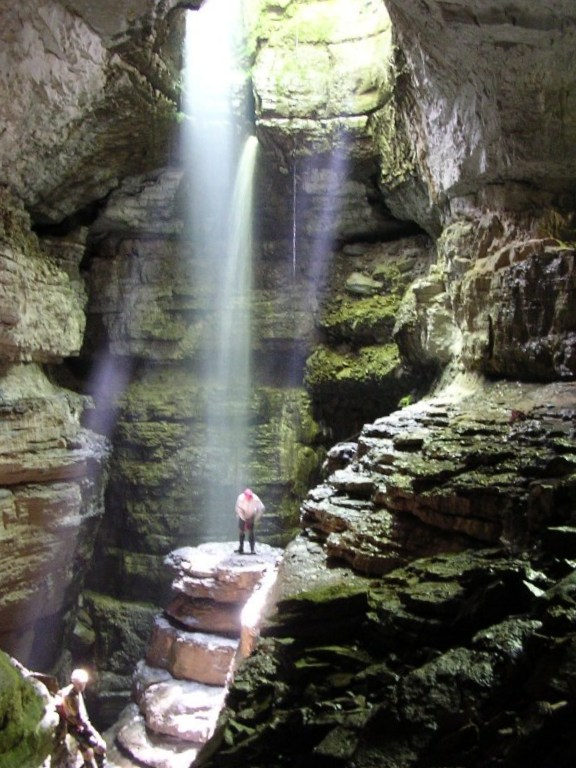
Stephens Gap, вертикальна печера в штаті Алабама.

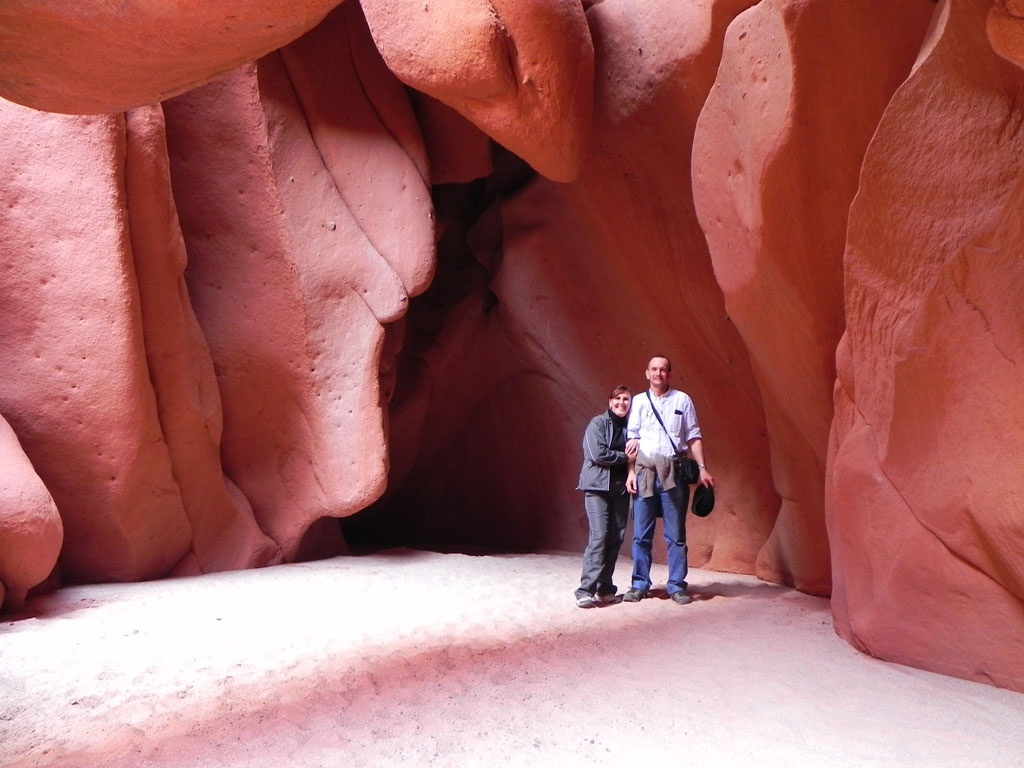
Salta (Аргентина)

Спелеотуризм — різновид спортивного туризму, зміст якого полягає в подорожах по природних підземних порожнинах (печерах) і подоланнях у них різних перешкод (сифони, колодязі) з використанням різного спеціального спорядження (акваланги, карабіни, мотузки, гаки, індивідуальні страхувальні системи й ін.). Відкриття нових спелеотуристичних маршрутів сполучено з дослідженням печер — спелеологією. Цей вид туризму завоював симпатії багатьох аматорів підземних подорожей. Вони можуть милуватися казковими кам'яними квітками із кристалічних утворень, купатися в підземному озері, захоплюватися печерним чудом — сталактитами й сталагмітами.

## Історія
Довгий час спелеологією займалися тільки ентузіасти під керівництвом досвідчених фахівців, які професійно вивчали карстові порожнини. У період 50-80-х років минулого століття ними були відкриті, вивчені, описані й пройдені сотні кримських печер. Але красою підземного царства міг захоплюватися тільки досить вузьке коло присвячених людей, що займалися спортивним спелеотуризмом і науковим вивченням печер. Цей вид туризму прогресуючий, але в силу своєї специфіки ставиться до менш масового. Але той, хто хоч один раз побував в «підземному царстві», побачив дивні утвори природи, залишиться вірним спелеології на багато років. Він знову й знову спускається в зяючі провали, протискується через вузьку, стискаючу грудну клітку, щілини, розплутує мудрі мережі лабіринтів, у цьому, мабуть, його прагнення випробувати свої сили, затвердитися в споконвічному діалозі людини із силами природи. Спелеотуризм технічно складний вид туризму. Його складність полягає у проходженні складних за рельєфом маршрутів в умовах відсутності природного світла, високої відносної вологості (до 100 %) та невисокої температури повітря. Все це вимагає від спелеотуриста ретельної підготовки до подорожі, а також сили, витривалості, спритності, вправності у використанні засобів життєзабезпечення під землею та засобів страховки, стійких навичок у подоланні відповідних природних перешкод.

## Спелеотуризм в Україні
Спелеологічний туризм, як вид спортивного туризму, розвивається в Україні протягом багатьох десятиліть і у своєму розвитку тісно пов'язаний з карстологією та спелеологією, пошуком та дослідженням печер. Саме завдяки розвитку спелеотуризму, пошуку нових та дослідженню вже відкритих печер в Україні на сьогодні проведено туристсько-спортивну класифікацію та в певній мірі досліджено значну частину відомих печер.
Україна багата на печери. Їх понад 1100 — різного типу, від невеликих до гігантських.
Кримські гори можуть запропонувати для огляду й обстеження понад 800 печер. Практично кожен може скористатися з унікальної можливості відкрити для себе красу загадкового підземного миру гірських масивів. Пройшовши підземні, з елементами екстрима, маршрути, можна побачити підземні озера й річки, почути шум підземних водоспадів, оцінити красу квітів, створених вигадливими за формою кристалами, помилуватися скрупульозно створеними природою сталактитами й сталагмітами, які тягнуться один до одного й місцями з'єднуються й утворять колони.
В юрських вапняках Кримських гірських масивів Карабі-яйла, Долгоруківська яйла, Чатир-Даг, Ай-Петринська яйла, Карадагський Ліс карстовими водами створені провалля у сотні метрів завглибшки з підземними залами, річками, озерами та сифонами.
На Карабі-Яйлі найцікавіші комбіновані печери Солдатська (глибина 508 м, довжина — 2100 м, категорія трудності — 4Б) та Нахімівська (глибина — 338 м, довжина — 460 м, категорія складності — 3А), а також вертикальні печери Дружба (глибина 270 м, категорія складності 3А) та Молодіжна (глибина 260 м, категорія складності 2Б).
На Довгоруківській Яйлі найвідомішою є унікальна пам'ятка природи багатоярусна печера Кизил-Коба (довжина 13850 м, категорія складності 4Б). З комбінованих печер цікаві Мархосар (глибина 110 м, довжина 1150 м, категорія складності 2Б) та Провал (глина 104 м, довжина — 1150 м, категорія складності 2Б).
Чатир-Даг — чудовий навчальний полігон, де є можливість оволодівати різною технікою спелеологічних сходжень. Різноманітними маршрутами відома вапнякова шахта Бездонний колодязь (глибина 195 м, довжина 410 м, категорія складності 2Б). Печера Хід Конем цікава своїми просторими глибокими колодязями та вузькими складними переходами між прямовисними схилами (глибина 213 м, категорія складності 3А). Надзвичайно цікавими екскурсійними об'єктами є печери Мармурова та Еміне-Баїр-Хосар.
На Ай-Петрінскій Яйлі та у Карадагському Лісі найзначущими є вертикальні печери Каскадна (глибина 1500 м, довжина 630 м, категорія складності 3Б) та Вдовіченка (глибина 196 м, довжина 250 м, категорія складності 3А). Заслуговують на згадку печери Пастухова (глибина 155 м, категорія складності 2Б) та Севастопольська (глибина 200 м, категорія складності 2Б).
Печери Поділля — це нескінченні підземні лабіринти. Саме тут у неогенових гіпсах розташовані друга у світі за довжиною печера «Оптимістична» (довжина 242000 м, категорія складності 2Б), гігантський лабіринт печери «Озерної» (довжина 138000 м, категорія складності 2Б-3Б), спортивна печера «Млинки» (довжина 45000 м, категорія складності 2А), печера-музей «Кришталева» (довжина 22000 м, категорія складності 2А). З печер з прямовисними схилами тут відомі печери «Перлина»(глибина 26 м, довжина 240 м), «Христинка» (глибина 29 м, довжина 152 м) розташовані у вапняках Товтрового кряжу і печера «Опільска» (глибина 36 м, довжина 175 м) розташована на горбогір'ї Опілля. Печери інших регіонів також мають свої привабливі риси для спелеотуристів та певні можливості для оволодіння технікою і тактикою спелеологічних походів.
Печера «Червона» — найдовша європейська печера у вапняках — близько 17 км і має як би шість поверхів-рівнів. Для проходження нижніх, обводнених поверхів печери потрібні гідрокостюми, які надають співробітники підприємства.
«Скельська печера». Скельська галявина й печера перебувають у Байдарській долині в 2 км від с. Родниковське. В 2003 р. печера обладнана для відвідування. Облаштованістю й дослідженням печери займалися ялтинські спелеологи разом із Севастопольським лісництвом.